# 中國國機重工集團
中國國機重工集團有限公司，是中國機械工業集團有限公司旗下公司，是在2005年當時天津工程机械研究院和中国工程机械成套公司成立，主要業務除了工程机械产品的研发设计、工程机械产品的生产制造、工程机械产品的销售、国际工程项目承包外，還涉及生產平地机、摊铺机、压路机、挖掘机、铣刨机、装载机、沥青混凝土拌和设备、液力机械产品、卷扬机、通用机械以及机械产品配件。現任董事長吴培国。
2005年，中國機械工業集團有限公司收購该集團，已被國務院批准。